# Socialismo religioso
Il socialismo religioso è un insieme di ideologie politiche che cercano di sviluppare il socialismo a partire da una punto di vista religioso. Comprende una grande quantità di dottrine, in quanto può essere reinterpretato in base alle distinte religioni.
Questo tipo di socialismo si distacca dagli altri, in quanto molti governi socialisti hanno proclamato l’ateismo di Stato e perfino perseguitato i fedeli; inoltre grandi filosofi socialisti, compreso Karl Marx, erano atei. Esistono sia correnti che cercano di armonizzare la religione al pensiero marxista (come la teologia della liberazione), sia posizioni ispirate a idee socialiste non marxiste.

## Socialismo cristiano
Il socialismo cristiano è una delle dottrine più forti all'interno di questo gruppo di ideologie.
Storicamente, il cristianesimo non ha dato vita alle diverse ideologie politiche conosciute  (anarchismo cristiano, democrazia cristiana, fascismo clericale ecc.), ma le comunità cristiane hanno acquisito dalla società e dai suoi mutamenti influenze dalle varie ideologie politiche nel corso del XIX secolo ednella comunità di credenti diverse influenze politiche per lo più grazie alla rilevanza della Chiesa cattolica sul piano internazionale, cosicché è possibile trovare socialisti cattolici.
Alcuni sostengono che il socialismo cristiano risalga all'epoca di Gesù, dato che questi predicava e praticava l’uguaglianza tra le persone. Chi aderisce a questa posizione si richiama agli insegnamenti del cristianesimo primitivo, talvolta rinnegando il ruolo della Chiesa nel Medioevo (periodo in cui appoggiò un'organizzazione sociale diversa) o perfino nella contemporaneità.

Vi sono poi socialisti cristiani appartenenti alle Chiese protestanti. Alcuni di essi accusano la Chiesa cattolica di corrompere il messaggio originario di Cristo. Il protestante socialista più famoso è probabilmente il pastore battista statunitense Martin Luther King, più noto come “cristiano socialista” che come “socialista cristiano”.

## Socialismo islamico
Esempi di socialismo islamico sono l'ideologia del Libro Verde di Muʿammar Gheddafi in Libia, quella di Fatah in Palestina, del partito Baath di Iraq (Saddam Hussein e in seguito gli ex sostenitori del passato regime) e Siria (Hafiz e Bashar al-Assad) e dei Mojahedin del Popolo Iraniano e, in passato, il nasserismo in Egitto e il regime di Ben Ali in Tunisia.

## Socialismo ebraico
Il sionismo dei primi anni prima e subito dopo le fondazione di Israele erano caratterizzati dall'ebraismo di sinistra: si vedano i kibbuz e personalità come Ben Gurion e Golda Meir.

## Socialismo buddhista
Vi sono partiti politici giapponesi e asiatici in generale sia buddhisti che di sinistra.